# Lée
Lée är en kommun i departementet Pyrénées-Atlantiques i regionen Nouvelle-Aquitaine i sydvästra Frankrike. Kommunen ligger i kantonen Pau-Est som tillhör arrondissementet Pau. År 2022 hade Lée 1 266 invånare.

## Befolkningsutveckling
Antalet invånare i kommunen Lée
| Referens: INSEE |